# Suszky (obwód żytomierski)
Suszky (ukr. Сушки) – wieś na Ukrainie, w obwodzie żytomierskim, w rejonie korosteńskim, nad rzeką Biłką. W 2001 roku liczyła 592 mieszkańców.
Pierwsza wzmianka o wsi pochodzi z 1501 roku. W czasach radzieckich w miejscowości znajdował się oddział kołchozu „50-riczczia Żowtnia”. 